# Вейн Карлтон
Вейн Карлтон (англ. Wayne Carleton, нар. 4 серпня 1946, Садбері) — канадський хокеїст, що грав на позиції крайнього нападника.
Володар Кубка Стенлі.

## Ігрова кар'єра
Професійну хокейну кар'єру розпочав 1961 року.
Протягом професійної клубної ігрової кар'єри, що тривала 18 років, захищав кольори команд «Торонто Мейпл-Ліфс»,  «Бостон Брюїнс», «Каліфорнія Голден-Сілс», «Оттава Нейшіоналз», «Торонто Торос», «Едмонтон Ойлерс», «Бірмінгем Буллз» та «Нью-Інгленд Вейлерс».

## Нагороди та досягнення
- Володар Кубка Стенлі в складі «Бостон Брюїнс» — 1970.